# خالد بن سعود بن عبد العزيز آل سعود
الأمير خالد بن سعود بن عبد العزيز آل سعود (1925 - 7 يوليو 2020) الابن التاسع من أبناء الملك سعود من زوجته السورية الأميرة جميلة أسعد إبراهيم مرعي. عمل كرئيس للحرس الوطني السعودي ثم رئيسًا لـ الديوان الملكي، حتى استقالته في 7 ذو الحجة 1382 هـ.

## مولده ونشأته
ولد الأمير خالد بن سعود بن عبد العزيز آل سعود في مدينة الطائف في عام
1925، تلقى تعليمه الابتدائي والثانوي في ⁧معهد الأنجال⁩ وكان رئيس فريق كرة القدم في المعهد، وحاز على بطولات عدة.

## حياته السياسية
في 27 ذو القعدة 1376 هـ عين في منصب رئيس الحرس الوطني السعودي واستمر حتى 1379 هــ، ثم عين رئيسًا للديوان الملكي من 2 شوال 1381 هـ حتى استقال في 7 ذو الحجة 1382 هـ.

## في الشعر
كتب كلمات أغنية «حبيبتي من تكون» وغناها عبد الحليم حافظ ولحنها بليغ حمدي وقد نشرت هذه الأغنية بعد وفاة عبد الحليم.

## الأسرة
زوجاته
- الأميرة العنود بنت محمد بن عبد العزيز آل سعود (مطلقة).[7] والدة الأميرة عهود.
- الأميرة مها بنت محسن ناشي الشريف.[5]
- له ابنة واحدة الأميرة عهود، الملقبة بـ (نديم الشوق)[8] من مواليد 1974.[5]

أشقاؤه وشقيقاته بالترتيب: الأميرة جواهر (متوفاة)، الأمير عبد المجيد (متوفى)، الأميرة فهدة، الأميرة مضاوي (متوفاة)، الأميرة شيخة (متوفاة)، الأمير عبد الملك (متوفى)، والأميرة بسمة.

## وفاته
توفي الأمير خالد بن سعود بن عبد العزيز آل سعود في صباح يوم الثلاثاء 16 ذو القعدة 1441 هـ الموافق 7 يوليو 2020 في العاصمة المغربية الرباط. ودفن في مقبرة العدل في مكة المكرمة.